# 李東秀
李 東秀（イ・ドンスー、英語: Lee Dong-soo、朝鮮語:  이동수、1974年6月7日 - ）は、大韓民国の元バドミントン選手。オリンピックの2度の銀メダリスト。

## 経歴
主に柳鏞成とのペアで男子ダブルスで活躍。
シドニー五輪とアテネ五輪で銀メダルを獲得。